# Argir
Argir (duń. Arge) – miejscowość na Wyspach Owczych, położona na wyspie Streymoy, w gminie Tórshavnar kommuna. Posiada 1907 mieszkańców, znajduje się w aglomeracji miasta Thorshavn, stolicy archipelagu, pod względem populacji zajmuje czwarte miejsce na Wyspach. Spora część miasta położona jest na wzgórzu, skąd doskonale widać centralne miasto aglomeracji.
W mieście znajduje się także stadion domowy i siedziba amatorskiego klubu piłkarskiego AB Argir, powstałego w 1973 roku.

## Historia

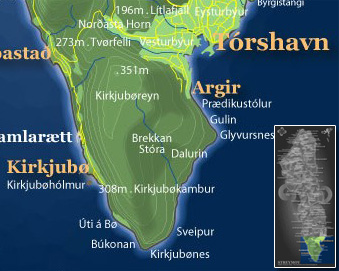
Argir na mapie wyspy Streymoy

Wzmianki o Argirze pochodzą już z XVI wieku kiedy miał się tu znajdować szpital dla ludzi chorych na trąd, jednak w 1750 zarazę zwalczono całkowicie i szpital przekształcony został w przytułek dla ubogich. W 1974 powstał najstarszy dziś kościół w mieście. Miasto w XX wieku prężnie się rozwijało i w końcu osiągnęło rozmiary tak duże, że sięgnęło Við Sandá, rzeczki, za którą znajduje się Thorshavn. Jest ona do dziś granicą między tymi miastami. W 1997 postanowiono po raz pierwszy zmniejszyć liczbę gmin i Argja kommuna, której centralnym miastem był Argir została włączona do gminy Thorshavn, w której jest do dziś. Pod koniec lat 90. XX wieku i na początku XXI wieku miasto jęło rozwijać się w kierunku zachodnim, a tym samym piąć się ku górze, przez co ostatnimi laty odległość od najbardziej wysuniętego krańca Argiru do centrum Tórsahvn jest dość znaczna jak na farerskie standardy, wynosi około 15 minut drogi samochodem.

## Populacja
Miasto rozrosło się w XX wieku, kiedy jego populacja znacznie wzrosła. W latach 1993–95 odnotowano nagły spadek liczby ludności. Było to spowodowane emigracją Farerczyków za pracą, przez kryzys gospodarczy powstały na skutek zbyt dużego eksportu ryb. Mieszkańcy zaczęli powracać, kiedy zainterweniował rząd duński, wspierając archipelag dotacją oraz pomagając ustalić ich system polityki gospodarczej. Najwięcej ludzi mieszkało tam, w 2006 roku – 1 914. Wielu mieszkańców pracuje w sąsiednim Thorshavn.
| Rok  | Populacja | Rok  | Populacja | Rok  | Populacja |
| ---- | --------- | ---- | --------- | ---- | --------- |
| 1985 | 1 260     | 1993 | 1 473     | 2001 | 1 668     |
| 1986 | 1 283     | 1994 | 1 461     | 2002 | 1 733     |
| 1987 | 1 336     | 1995 | 1 412     | 2003 | 1 789     |
| 1988 | 1 385     | 1996 | 1 458     | 2004 | 1 849     |
| 1989 | 1 413     | 1997 | 1 481     | 2005 | 1 885     |
| 1990 | 1 437     | 1998 | 1 536     | 2006 | 1 915     |
| 1991 | 1 460     | 1999 | 1 544     | 2007 | 1 907     |
| 1992 | 1 503     | 2000 | 1 586     | 2008 | ?         |